# Owen Benjamin
Owen Benjamin (24 de maio de 1980) é um ator e comediante estadunidense natural de Oswego, New York.

## Vida pessoal
Benjamin teve um relacionamento com a também atriz Christina Ricci.